# Trailokyavijaya

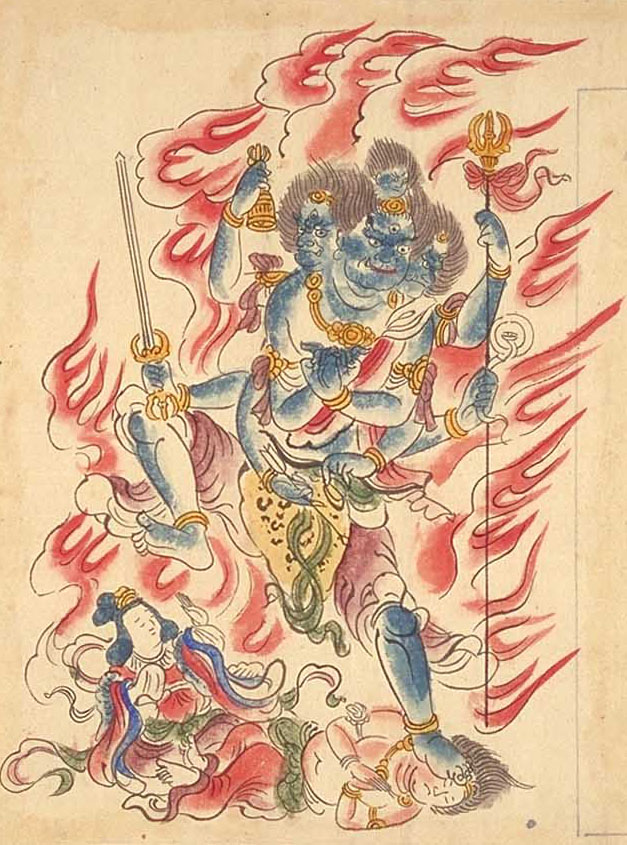
降三世明王

Trailokyavijaya (vajrayâna, ch : 降三世明王, Xiángsānshì míngwáng, ja : Gōzanze Myō-ō;) est le Roi du savoir ayant conquis les trois mondes, un des cinq rois du savoir du bouddhisme. Il a pour mission de protéger la partie Est du monde. 
D'une façon générale, les trois mondes désignent le monde du désir, le monde de la forme et le monde du sans forme; certains interprètent que ce roi du savoir s'appelle ainsi parce qu'il veut vaincre le chef suprême des trois mondes Maheśvara; l'explication la plus logique révèle que les trois mondes désignent les Trois Poisons: l'avidité, la haine et l'ignorance, trois tendances que les êtres humains ne peuvent chasser durant le passé, le présent et le futur; ce roi a formé le vœu d'aider les êtres humains à les éliminer.  

## Représentation iconographique
Le Seigneur Trailokyavijaya naît de la syllabe Hûm bleue, il est bleu, à quatre faces, à huit bras: son premier visage exprime une amoureuse fureur, celui de droite la colère, celui de gauche le dégoût, celui de derrière l'héroïsme; de ses deux mains (originelles) munies de la clochette et du foudre, il fait sur la poitrine le geste dit Vajra-hûm-kâra; ses trois mains droites portent (en descendant) l'épée, le croc à l'éléphant et la flèche; ses trois mains gauches (en remontant) l'arc, le lacet, le disque; debout et fendu vers la droite, du pied gauche il marche sur le front de Shiva, du pied droit il foule les seins de Pârvatî, il porte, entre autres parures, une guirlande faite d'un cordon de Bouddhas, s'étant conçu comme identique à lui, qu'on dispose (les doigts selon) le geste magique: après avoir fait se toucher les deux poings dos à dos, joindre les deux petits doigts en forme de chaîne. La formule est "Om!", etc. (Alfred Foucher : Étude sur l'iconographie bouddhique de l'Inde d'après des textes inédits, Paris, E. Leroux, 1905.)

## Mantra
Le mantra magique du Roi du savoir ayant conquis les trois mondes est ainsi :
Namaḥ samanta vajrāṇām. Ha ha ha vismaye, sarva tathāgata viṣaya sambhava Trailokya vijaya hūm jaḥ svāhā!